# Wes Montgomery
Wes Montgomery, właśc. John Leslie Montgomery (ur. 6 marca 1923 w Indianapolis, zm. 15 czerwca 1968 tamże) – amerykański gitarzysta jazzowy. Znany z techniki gry na gitarze elektrycznej w której do wydobywania dźwięków nie używał kostki gitarowej, tylko mięsistej części kciuka prawej ręki. W ten sposób uzyskał nieznany wcześniej cieplejszy ton instrumentu. Łączył rytmy swingowe i oktawowe solówki, w które umiejętnie wplatał akordy lub pojedyncze dźwięki. Stał się inspiracją dla większości wykonawców gitarowego jazzu.

## Kariera
Na gitarze zaczął grać w wieku 19 lat i nauczył się wszystkich solówek gitarowych Charliego Christiana. Słuchał też Django Reinhartda. Podczas pierwszych występów w lokalnych klubach grał ze swoimi braćmi: basistą Monkiem Montgomerym i wibrafonistą Buddym Montgomerym. Następnie, w roku 1948 wstąpił w szeregi zespołu Lionela Hamptona. Po opuszczeniu go dwa lata później wrócił do grania z braćmi i założył zespół Mastersounds, później przemianowany na Montgomery Brothers. Często odwiedzanym przez nich miejscem był klub Missile Room, w którym grą Montgomerego zachwycił się saksofonista, współpracujący z Milesem Davisem Cannonball Adderley, który załatwił mu kontrakt z wytwórnią Riverside Records prowadzoną przez Orrina Keepnewsa. Dla Riverside gitarzysta nagrał wiele albumów, które dzisiaj są uważane za przełomowe w historii gitary jazzowej. Współpracował z legendarnymi pianistami Wyntonem Kellym i Tommym Flanaganem oraz bębniarzem Jimmym Cobbem. W późniejszym okresie działalności artystycznej tworzył muzykę z udziałem orkiestr pod przewodnictwem znakomitych aranżerów: Dona Sebeskyego, Clausa Ogermana i Olivera Nelsona. Płyty te odniosły duży sukces komercyjny w Stanach Zjednoczonych. Zmarł w swoim domu w Indianapolis, rankiem 15 czerwca 1968 roku z powodu nagłego ataku serca. Miał wówczas 45 lat i był u szczytu swojej kariery.

## Dyskografia
- Fingerpickin' (1958)
- Far Wes (1958)
- The Wes Montgomery Trio (1959)
- The Incredible Jazz Guitar of Wes Montgomery (1960)
- Cannonball Adderley and the Poll-Winners (1960)
- Movin' Along (1960)
- The Montgomery Brothers (1960)
- The Montgomery Brothers in Canada (1961)
- So Much Guitar! (1961)
- Groove Yard (1961)
- Bags Meets Wes! (wspólnie z Miltem Jacksonem) (1961)
- Full House (1962)
- Fusion!: Wes Montgomery with Strings (1963)
- Boss Guitar (1963)
- Guitar On The Go (1963)
- The Alternative Wes Montgomery (1963)
- Portrait of Wes (1963)
- Movin' Wes  (1964)
- Bumpin' (1965)
- Smokin' at the Half Note (1965)
- Goin' Out of My Head (1965)
- Tequila (1966)
- California Dreaming (1966)
- Jimmy & Wes: The Dynamic Duo  (wspólnie z Jimmym Smithem) (1966)
- Further Adventures of Jimmy and Wes (wspólnie z Jimmym Smithem) (1966)
- A Day in the Life (1967)
- Down Here on the Ground (1968)
- Road Song (1968)
- Willow Weep for Me (1968)